# Lotte Stein
Pour les articles homonymes, voir Stein.
Lotte Stein, née le 12 janvier 1894 à Berlin et morte le 20 septembre 1982  à Munich, est une actrice allemande. 

## Biographie

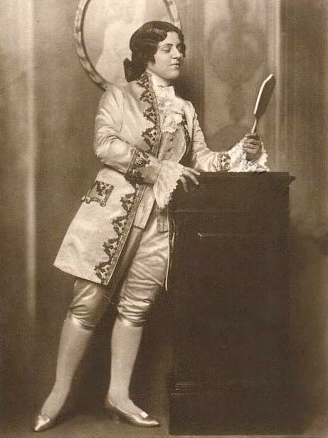
Lotte Stein photographiée par Nicola Perscheid.

Nièce d'Hermann Vallentin et de Rosa Valetti, Lotte Stein fit ses débuts à Schaffhouse en 1911 et, en 1912, elle fut engagée par le Schauspielhaus de Francfort. En 1916, elle rejoignit le Deutsches Theater de Max Reinhardt où elle joua régulièrement jusqu'en 1919. Dans les années 1920, on put la voir sur différentes scènes berlinoises, dont, en dernier lieu, le Volksbühne Berlin en 1933. Elle fit aussi des apparitions au cinéma, notamment dans des seconds rôles comme dans Mary d'Alfred Hitchcock en 1930.
Après l'arrivée au pouvoir des Nazis en 1933, Lotte Stein, qui était juive, dut s'enfuir. Elle partit d'abord en Autriche, puis à Prague en 1934 où elle jouera jusqu'en 1937 au Nouveau Théâtre allemand (dissous en 1938, il abrite aujourd'hui l'Opéra d’État de Prague). En 1939, elle s'en alla aux États-Unis où elle fit du théatre et du cinéma.
En 1949, elle revint en Allemagne où elle travailla au Kammerspiele de Munich. Elle joua aussi au Schillertheater et au Schlosspark Theater où elle interpréta des classiques tels que Nathan le Sage de Gotthold Ephraim Lessing ou Les Trois Sœurs d'Anton Tchekhov.
Lotte Stein est enterrée au Nordfriedhof de Munich.

## Filmographie partielle
- 1920 : De l'aube à minuit (Von morgens bis mitternachts), de Karlheinz Martin
- 1920 : Der Schuß aus dem Fenster
- 1923 : Der Mensch am Wege de William Dieterle
- 1926 : Le Fauteuil 47, de Gaston Ravel
- 1928 : Luther – Ein Film der deutschen Reformation, de Hans Kyser
- 1928 : Leontines Ehemänner de Robert Wiene
- 1931 : Mary, d'Alfred Hitchcock
- 1932 : Nous les mères (Das erste Recht des Kindes), de Fritz Wendhausen
- 1933 : Fin de saison (Brennendes Geheimnis), de Robert Siodmak
- 1943 : The Strange Death of Adolf Hitler de James P. Hogan :
- 1944 : La Passion du docteur Hohner (The Climax), de George Waggner
- 1945 : Capitaine Eddie (Captain Eddie), de Lloyd Bacon
- 1946 : Cape et Poignard (Cloak and Dagger), de Fritz Lang
- 1950 : La Tour blanche (The White Tower), de Ted Tetzlaff
- 1953 : Désir de femme (All I Desire), de Douglas Sirk
- 1953 : Tous en scène (The Band Wagon), de Vincente Minnelli

## Source de la traduction
- (de) Cet article est partiellement ou en totalité issu de l’article de Wikipédia en allemand intitulé « Lotte Stein » (voir la liste des auteurs).